# 川口開治
川口開治（日语： Kawaguchi Kaiji，1948年7月27日—）是日本漫畫家。作品以政治及軍事為主要題材。廣島縣尾道市人。廣島縣立尾道北高校、明治大學文學部日本文學科畢業。現住在小金井市。

## 作品
- 原名
- 原名（原作：半村良）
- 原名（原作：狩撫麻礼）
- 原名
- 原名
- 原名
- 沉默的艦隊、全32冊、原名
- 原名
- Eagle鷹翔萬里、全11冊、原名《イーグル（日语：イーグル (漫画)）》
- 原名
- 原名《YELLOW》（原作：宮崎信二）
- 琉璃之波風、原名
- 原名
- 原名
- 次元艦隊、全43冊、原名
- 原名《告白-コンフェッション-（日语：告白 CONFESSION (漫画)）》（原作：福本伸行）
- 原名《生存 LifE（日语：生存 LifE）》（原作：福本伸行）
- 原名
- 太陽默示錄、17冊，第一部完結、原名《太陽の黙示録（日语：太陽の黙示録）》
- 太陽默示錄-建國篇、9冊
- 原名
- 原名《愛物語》
- 原名
- 原名
- 原名
- 空母伊吹、連載中、原名

## 得獎資料
- 1987年　第11回講談社漫畫賞 - 
- 1990年　第14回講談社漫畫賞 - 『沉默的艦隊』
- 2002年　第26回講談社漫畫賞 - 『次元艦隊』
- 2005年　第51回小學館漫畫賞- 『太陽默示錄』
- 2006年  第10屆日本新媒體動漫藝術節漫畫部門大賞 - 『太陽默示錄』
- 2017年  第62回小學館漫畫賞 - 『空母伊吹』
- 2019年  小林和作（日语：小林和作）賞[1]